# Хорватская диаспора
Хорватская диаспора (хорв. Hrvatsko iseljeništvo или Hrvatsko rasuće) состоит из общин этнических хорватов или хорватских граждан, проживающих за пределами Хорватии. Оценки её численности являются лишь приблизительными из-за неполных статистических записей и натурализации, но самые высокие оценки предполагают, что хорватская диаспора насчитывает от трети до половины от общего числа хорватов.
Более четырёх миллионов хорватов живут за пределами Хорватии. Самая большая община за пределами Хорватии — хорваты Боснии и Герцеговины, одной из составляющих наций этой страны, насчитывающая около 545 000 человек. Хорватская диаспора за пределами Хорватии и Боснии и Герцеговины составляет около миллиона человек в других частях Европы и около 1,7 миллиона человек вне континента. Самые большие зарубежные общины зарегистрирована в США — 1 200 000 человек, в Чили — 400 000 человек, и в Аргентине — 250 000 человек.
В Западной Европе самая большая группа находится в Германии. Немецкая перепись сообщает о 228 000 хорватов в Германии по состоянию на 2006 год, но оценки общего числа людей с прямым хорватским происхождением (включая натурализованных граждан Германии) колеблются до 500 000 человек. Также значительное количество хорватов проживает в Австралии (165 000) и Новой Зеландии (до 100 000).

## Статистика

Карта хорватской диаспоры в мире
Хорватия
+ 100,000
+ 10,000
+ 1,000

### Европа

#### Восточная и Юго-Восточная Европа
Босния и Герцеговина 544 780 (2013)
 Сербия 39 107 (2021)
 Черногория 6 021 (2011)
 Румыния 4 842 (2021)

#### Западная и Центральная Европа[6]
Германия 500 000 (Хорваты в Германии)
 Австрия 150 719
 Бельгия 7 000
 Словения 35 642 (2002)
 Ирландия 24 000 (2018)
 Швейцария 80 000
 Франция 40 000
 Венгрия 25 730
 Италия 60 000
 Великобритания 10 000 (перепись населения Великобритании 2001)
 Португалия 464 (только граждане Хорватии, за исключением лиц с двойным гражданством)

#### Северная Европа
Швеция 40 000
 Дания 5 400
 Норвегия 3 909
 Финляндия 470 (граждане Хорватии)

### ВнеЕвропы

#### Африка
Южная Африка 8 000

### Северная Америка
США 1 200 000 (2021)
 Канада 133 965

#### Южная Америка[19]
Аргентина 250 000
 Боливия 5 000
 Бразилия 70 000
 Чили 400 000
 Эквадор 4 000
 Парагвай 41 502
 Перу 6000
 Уругвай 5000
 Венесуэла 5000

#### Океания
Австралия 164360 (2021)
 Новая Зеландия 2550 — 100000 (оцен.)

## Сообщества

### США

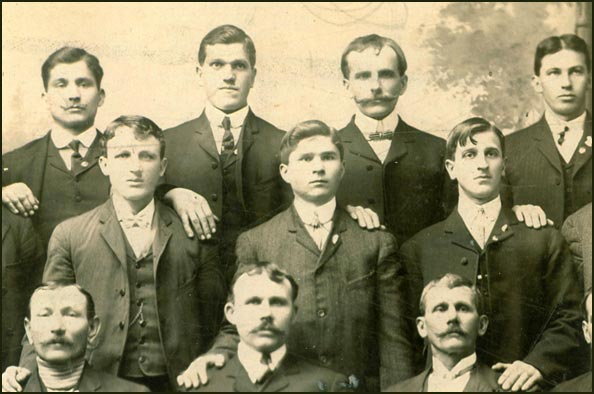
Группа хорватских мужчин в клубе города Джолиет в Иллинойсе

Согласно исследованию населения США 2005 года, насчитывается 401208 американцев полного или частичного хорватского происхождения.
Хорваты в Детройте впервые появились около 1890 года, обычно селясь в районе Рассела. В Иллинойсе хорваты начали концентрироваться в основном вокруг Чикаго. Хотя оно было создано немного позже, хорватское поселение в Чикаго стало одним из самых важных в Соединённых Штатах. Поселение особенно начало развиваться после Первой мировой войны, и Чикаго стал центром всей хорватской культурной и политической деятельности. Подсчитано, что в 1990-х годах в Чикаго проживало около 50 000 хорватов, в то время как в 54 дополнительных хорватских поселениях в Иллинойсе проживало в общей сложности 100 000 хорватов. Значительное хорватское население также проживает в Индианаполисе, которое обосновалось во время югославских войн 90-х годов.
В Питтсбурге всегда было значительное хорватское население. Штаб-квартира Хорватского братского союза (ХБС) — старейшей и крупнейшей хорватской организации в Соединённых Штатах — находится в восточном пригороде Монровилла, штат Пенсильвания, основанной в 1880-х годах. ХБС издает еженедельную газету The Zajednicar Weekly на английском и хорватском языках. Большинство хорватов в Питтсбурге изначально поселились в начале 1900-х годов на северной стороне города. Район, расположенный на улице Ист-Огайо вдоль реки Аллегейни между Миллвейлом и Норт-Шором, был назван Мала-Яска в честь района в Хорватии (к северо-западу от Загреба).

### Канада
Сообщается, что хорваты иммигрировали в Канаду ещё в 1541 году, когда два хорвата из Далмации служили в команде третьего путешествия Жака Картье в Канаду. Согласно Национальному обследованию домохозяйств 2011 года, в Канаде проживает около 114 880 канадцев хорватского этнического происхождения.
Хорватская община присутствует в большинстве крупных городов Канады (включая Торонто, Гамильтон, Оттаву, Виннипег, Ванкувер, Калгари, Виндзор и Монреаль, а также Мисиссога и Оквилл) в виде хорватских церквей, парков и других организаций.
Известные хорватские канадские организации включают Хорватский братский союз, Хорватско-канадскую фольклорную федерацию (Ванкувер) и Хорватско-канадский культурный центр (Калгари). Некоторые из наиболее популярных хорватско-канадских мероприятий — Хорватско-североамериканский футбольный турнир и Канадско-хорватский фольклорный фестиваль. Хорватские канадцы имели заметное присутствие в виде футбольных команд по всей Канаде, одним из самых известных клубов был ныне несуществующий Toronto Metros-Croatia, который сменил Toronto Croatia.

### Чили

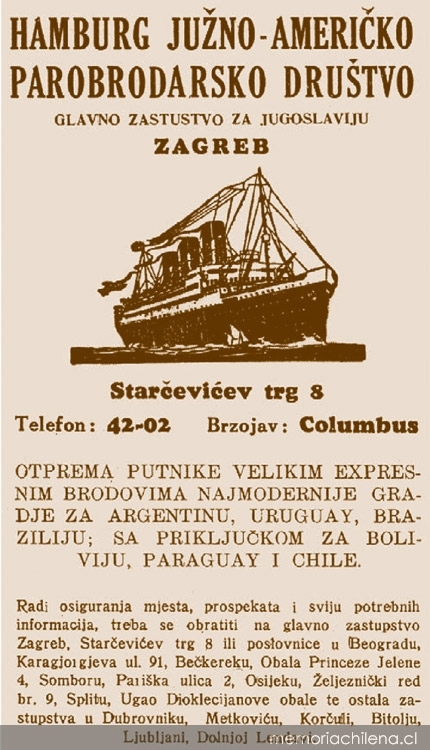
Рекламный плакат XIX века с изображением хорватского корабля, готового отправиться в Южную Америку.

Хорваты — важная этническая группа в Чили; они являются гражданами Чили, которые либо родились в Европе, либо являются чилийцами хорватского происхождения, получившими хорватскую национальность от одного или обоих родителей. В Чили проживает одна из крупнейших общин этнических хорватов за пределами Балканского полуострова, и это одна из самых значительных общин в хорватской диаспоре — вторая после той, что находится в Соединенных Штатах. Они являются одним из главных примеров успешной ассимиляции неиспаноязычной европейской этнической группы в чилийское общество. Многие успешные предприниматели, ученые, художники и видные политики, занимающие самые высокие должности в стране, были хорватского происхождения.
Хорватская община впервые обосновалась в двух провинциях, расположенных на крайних концах Чили: Антофагаста в пустыне Атакама на севере и Пунта-Аренас в Патагонском регионе на юге. Массовое прибытие хорватов в Чили началось в 1864 году, и миграция неуклонно росла до 1956 года — достигнув числа более 60 000 человек.
Официально признано, что в стране проживает до 380 000 чилийцев хорватского происхождения (которые четко идентифицируют себя как чилийские хорваты).

### Аргентина

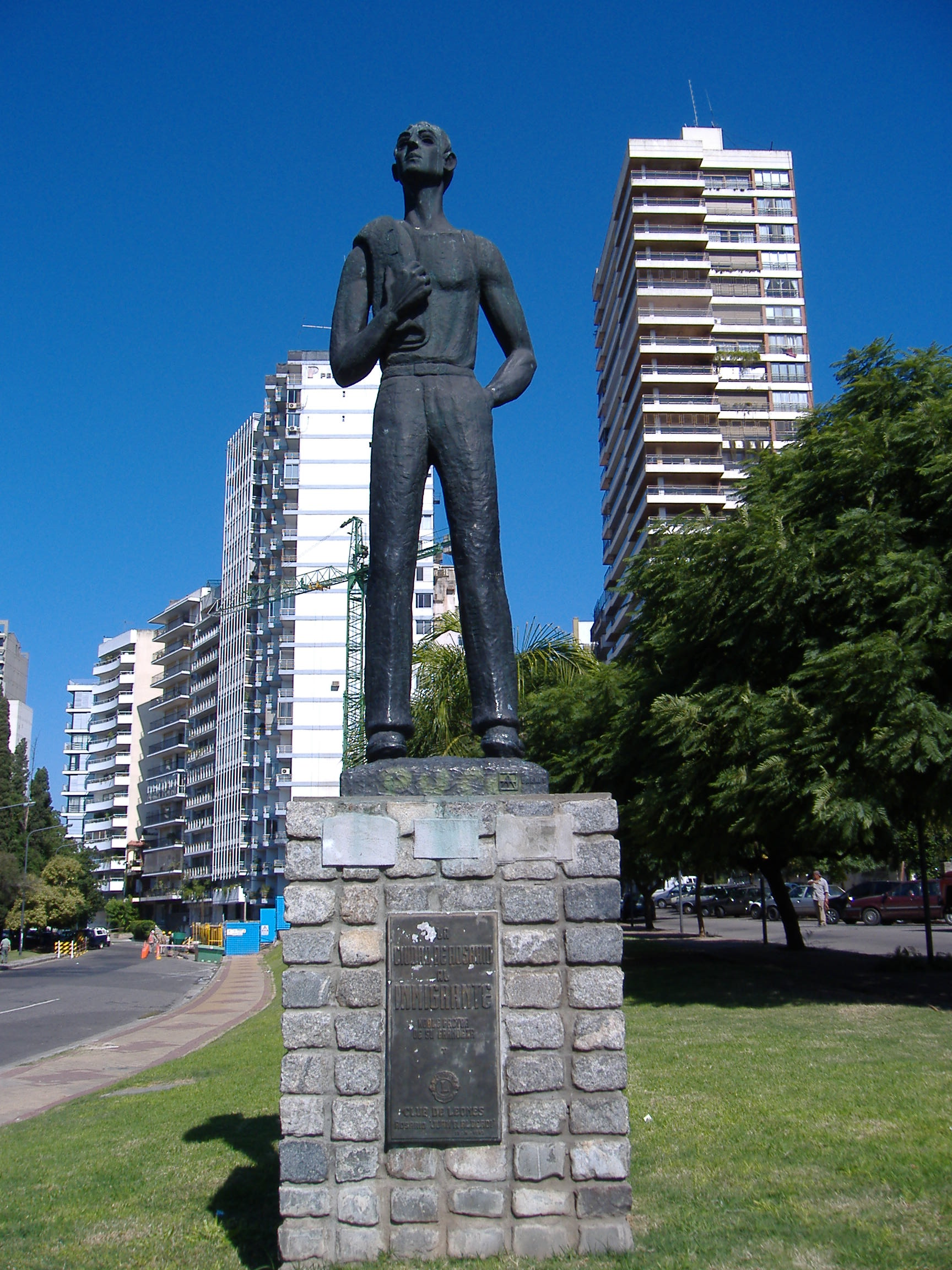
Памятник иммигрантам в Росарио.

Аргентинцев хорватского происхождения насчитывается более 250 000. Самый успешный из всех хорватов в Аргентине был также одним из первых, кто прибыл. Никола Миханович приехал в Монтевидео, Уругвай, в 1867 году. Поселившись в Буэнос-Айресе, к 1909 году Миханович владел 350 судами того или иного типа, включая 82 парохода, владея, на тот момент, крупнейшей судостроительной компанией в Аргентине. К 1918 году он нанял 5000 человек, в основном из его родной Далмации, которая тогда находилась под австро-венгерским и итальянским правлением. Таким образом, сам Миханович был основным фактором в формировании хорватской общины, которая по сей день остается в основном далматинской, хотя в неё входят люди из других регионов Хорватии.
Вторая волна хорватской иммиграции была гораздо более многочисленной, в общей сложности 15 000 человек к 1939 году. В основном крестьяне, эти иммигранты разъехались, чтобы работать на земле в провинциях Буэнос-Айрес, Санта-Фе, Чако и Патагонии. Эту волну сопровождало многочисленное духовенство, чтобы заботиться об их духовных нуждах, особенно францисканцы.
Если первые две волны были в основном экономическими, то третья волна после Второй мировой войны была в высшей степени политической. Около 20 000 хорватских политических беженцев приехали в Аргентину, и большинство из них стали строителями на общественных проектах Перона, пока не начали немного учить испанский язык. Сегодня многие потомки хорватских иммигрантов все ещё знают хорватский язык.

### Парагвай
Больше всего хорватов прибыло в Парагвай между 1860 и 1920 годами. В те годы хорваты эмигрировали в основном с побережья Далмации, преимущественно из южной Далмации (острова и Бока-Которска). Основной мотив эмиграции был экономическим.
Первым хорватом в Парагвае был Иван Креститель Маркесетти, миссионер Общества Иисуса, уроженец Риеки, служивший в иезуитских миссиях в Парагвае с 1757 года до своей смерти (1767).
Большинство хорватов, живущих в Парагвае, являются потомками этих ранних иммигрантов. Вначале они занимались торговлей, фармацевтикой, мелкими ремеслами, механическими работами, оружейным делом, речным судоходством, сельскими работами, такими как продажа древесины, строительство, животноводство, профессиональные работы и т. д.
Согласно статистическому исследованию «Текущая ситуация и прогнозы будущего развития населения хорватского происхождения в Парагвае», в 2022 году в Республике Парагвай проживало около 41 502 хорватских потомков.
Большинство хорватов поселились в городских и полугородских районах, некоторые были землевладельцами, лесорубами, оптовиками. Хорваты и их потомки были разбросаны по всем районам страны, и согласно демографическому исследованию по месту рождения, наибольшее количество хорватских потомков проживает в восточной части страны. Наибольшее количество хорватов проживает в городах Асунсьон, Консепсьон, Энкарнасьон, Сан-Лоренцо и Луке.

### Уругвай

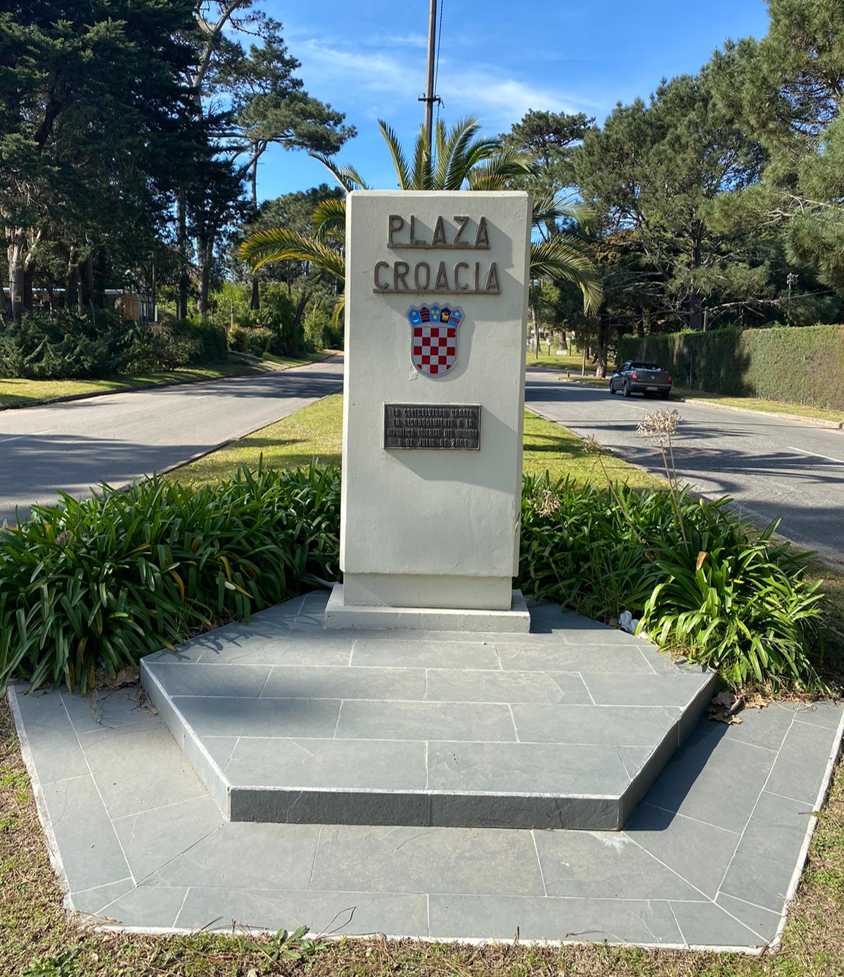
Площадь Хорватия в Пунта-дель-Эсте

Первые записи о хорватских поселенцах в Уругвае датируются XVIII веком. Самым старым их упоминанием является завещание Шимуна Матулича от 1790 года, в котором говорится, что он родился на острове Брач во времена Венецианской республики и что после своей смерти он оставил нескольких человек с хорватскими фамилиями, чтобы они присматривали за его имуществом в колониальном Монтевидео.
В конце XIX века в Уругвай прибыло значительное количество хорватов, в основном из региона Далмация. Большинство из них поселились в Монтевидео, однако небольшие общины были основаны в таких городах, как Кончиллас и Кармело. В 1928 году был основан Hogar Croata de Montevideo («Хорватский дом Монтевидео») с целью распространения культуры и языка, а также объединения иммигрантов и их потомков. Однако большую часть 20-го века Sociedad Yugoslava Bratstvo del Uruguay («Югославское братство Уругвая») состояло из этнических хорватов, а также черногорцев, сербов, боснийцев и словенцев, но прекратило свое существование в 1990-х годах из-за югославских войн.

### Колумбия
Хорватская община присутствует в большинстве крупных городов Колумбии, включая Боготу, Кали и Барранкилью. По имеющимся данным, насчитывается около 5800 колумбийцев хорватского этнического происхождения.

### Венесуэла
Хорватская иммиграция в Венесуэлу началась в конце девятнадцатого века и была охарактеризована как прибытие отдельных моряков-торговцев. До Первой мировой войны в Венесуэле поселилось лишь несколько хорватов, тем не менее, именно в период Второй мировой войны хорватские семьи, бежавшие от правительства Тито, начали селиться в стране. Большинство этих иммигрантов прибыли с территории современной Хорватии, в частности из прибрежных и внутренних районов Далмации. Другие приехали из Боснии и Герцеговины.
Большинство членов хорватской общины поселились в Каракасе и Валенсии и, в меньшей степени, в других городах внутренних районов: Маракае, Маракайбо, Мериде и в населенных пунктах штата Яракуй, где некоторые из них присоединились к работе в сахарной промышленности.
Также прибыло несколько лесных техников, которые позже внесли свой вклад в создание Школы лесной инженерии в Андском университете. Значительный процент хорватов были ремесленниками, которые позже стали мелкими предпринимателями, и многие были профессионалами, особенно инженерами и техниками, которые добились выдающихся результатов в Венесуэле.

### Австралия
Хорватия была значительным источником мигрантов в Австралию, особенно в 1960-х и 1970-х годах. В 2016 году 133 264 человека, проживающих в Австралии (0,6 %), идентифицировали себя как имеющих хорватских предков. В 2006 году насчитывалось более 50 000 австралийцев, родившихся в Хорватии, причем 70 % прибыли до 1980 года. Это сообщество быстро стареет, и почти половина австралийцев, родившихся в Хорватии, были старше шестидесяти лет в 2006 году. Однако хорватский язык и культура продолжают приниматься среди молодого поколения и потомков послевоенных иммигрантов. В 2001 году на хорватском языке говорили 69 900 человек в Австралии.

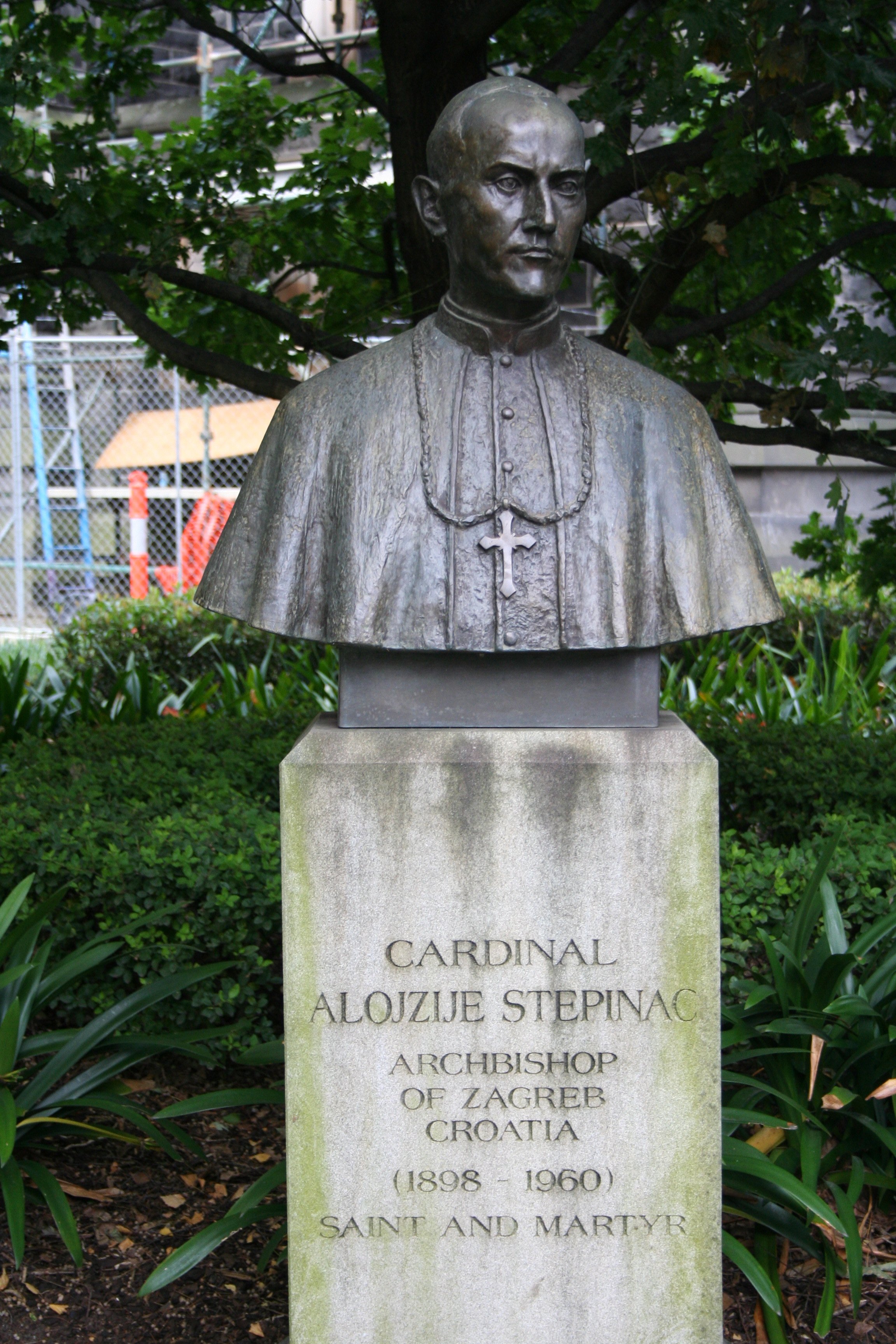
Бюст Алоизия Степинаца, хорватского кардинала, в Клифтон-Хилл

Подавляющее большинство хорватов в Австралии — христиане, в основном католики, хотя есть протестанты, греко-католики и адвентисты седьмого дня, а также небольшое меньшинство, исповедующее ислам. В большинстве крупных городов есть хорватскоязычные католические общины. В Мельбурне есть общины в Саншайн-Уэст, Ардир, Бресайд и Клифтон-Хилл, а в Сиднее есть общины в Блэктауне, Сент-Джонс-Парке, Саммер-Хилл, Мона-Вейл, Ботани, Чатсвуд-Уэст и Саут-Херствилле. В Аделаиде хорватскоязычные общины есть в Северной Аделаиде и центральном деловом районе Аделаид, а в Канберре и сельском Новом Южном Уэльсе регулярные службы проходят в Фаррере, Эватте и Бейтманс-Бей. В Балкатте и Норт-Фримантле проходят хорватские службы в Перте. Церковь Св. Николая Тавелича в Клифтон-Хилле является важным религиозным и культурным центром хорватской общины Мельбурна. В Сент-Олбансе, в западном пригороде Мельбурна, есть хорватская община адвентистов седьмого дня, а также одна в Спрингвейле, а также есть хорватская община адвентистов в Дандасе, на северо-западе Сиднея. Кроме того, местная хорватская мусульманская община Мельбурна основала Хорватский исламский центр в Мейдстоуне, также на западе Мельбурна. Эти мусульмане являются потомками тех, кто принял ислам после османского завоевания Балкан. 35 000 хорватов Мельбурна изначально были сосредоточены во внутренних пригородах, хотя сейчас большинство из них живёт в западных пригородах, в частности в городе Бримбанк, где в 1999 году был избран хорватский мэр (Брук Гуинович). В городе насчитывается около 90 хорватских спортивных, религиозных или культурных организаций. В Сиднее насчитывается более 30 000 хорватов, большая часть из которых проживает в парке Сент-Джонс и прилегающих пригородах. Кроме того, высокая концентрация хорватов наблюдается в Джилонге, где община имеет значительное влияние, особенно в Белл-парке, где более 15 % населения говорят дома на хорватском языке.

### Новая Зеландия
Считается, что первым хорватом, поселившимся в Новой Зеландии, был Пауво Лупис (Пауль), который покинул свой австрийский корабль в конце 1800-х годов. Хотя хорваты имели контакты с Новой Зеландией, и некоторые из них поселились, надлежащие волны миграции начались, когда Австро-Венгерская империя разрешила ввозить итальянское вино и масло на территорию империи по значительно меньшей пошлине, тем самым обанкротив крестьян и фермеров. Этот договор стал началом многих событий, которые вызывают миграцию в основном из Далмации.
В период с 1890 по 1914 год, до Первой мировой войны, на территории Новой Зеландии находились 5000 мигрантов хорватского происхождения. Ещё 1600 мигрировали в 1920-х годах до начала Великой депрессии. Ещё 600 в 1930-х годах, до Второй мировой войны. В период с 1945 по 1970 год 3200 мигрировали в Новую Зеландию. Прибывшие в 1990-х годах бежали от конфликта в бывшей Югославии.